# Unione Sportiva Pontedera 1984-1985
Questa voce raccoglie le informazioni riguardanti l'Unione Sportiva Pontedera nelle competizioni ufficiali della stagione 1984-1985.

## Rosa
| N. |                   | Ruolo | Calciatore          |
| -- | ----------------- | ----- | ------------------- |
|    | Italia (bandiera) |       | Bonfili             |
|    | Italia (bandiera) | A     | Giuseppe Brandolini |
|    | Italia (bandiera) | C     | Mauro Castellazzi   |
|    | Italia (bandiera) | A     | Maurizio Cavaglià   |
|    | Italia (bandiera) | A     | Bruno Ciardelli     |
|    | Italia (bandiera) | C     | Gaudenzio Colla     |
|    | Italia (bandiera) | C     | Rocco De Marco      |
|    | Italia (bandiera) | C     | Massimo Gargani     |
|    | Italia (bandiera) | D     | Giuseppe Giani      |
|    | Italia (bandiera) | C     | Silvio Giusti       |
|    | Italia (bandiera) | A     | Simone Mainardi     |

| N. |                   | Ruolo | Calciatore        |
| -- | ----------------- | ----- | ----------------- |
|    | Italia (bandiera) |       | Malfi             |
|    | Italia (bandiera) | D     | Andrea Mattolini  |
|    | Italia (bandiera) |       | Musetti           |
|    | Italia (bandiera) | P     | Paolo Pardini     |
|    | Italia (bandiera) | D     | Giulio Pelati     |
|    | Italia (bandiera) | C     | Pier Giorgio Pini |
|    | Italia (bandiera) |       | Spediacci         |
|    | Italia (bandiera) | P     | Patrizio Tanagli  |
|    | Italia (bandiera) | D     | Simone Tinucci    |
|    | Italia (bandiera) | C     | Luciano Vescovi   |